# Forza (série)
Forza ou Forza Horizon (/ˈfɔːrtsə/; em italiano: Força) é uma série de videogames de corrida para consoles Xbox e Microsoft Windows publicados pela Xbox Game Studios. A franquia está atualmente dividida em duas séries, a série original Forza Motorsport desenvolvida pela Turn 10 Studios e a série Forza Horizon, de foco em mundo aberto, desenvolvida principalmente pela Playground Games.
A série Forza procura emular as características do desempenho e de condução de um grande número de carros de produção, modificados ou de corrida da vida real. Forza é visto frequentemente como a resposta da Microsoft a Gran Turismo para os consoles PlayStation da Sony.
Em fevereiro de 2010, os jogos Forza venderam mais de 10 milhões de cópias desde o lançamento do Forza Motorsport em maio de 2005. Em dezembro de 2016, a série faturou mais de US$ 1 bilhão no varejo, fazendo do Forza uma das franquias de videogame de maior bilheteria. Mais de 14 milhões de jogadores únicos foram registrados na comunidade Forza no Xbox One e Windows 10 até dezembro de 2016.
Em 2019 a Microsoft anunciou o Forza street, jogo para Windows 10, Android, IOS, com foco em arrancadas.

## Jogos

### Série principal (2005–presente)

#### Forza Motorsport(2005)
Forza Motorsport foi lançado em 2005 para Xbox, sendo o primeiro título da série Forza Motorsport. A série Motorsport continuou em sistemas da Microsoft, como Xbox 360, Xbox One, Xbox Série X/S e Microsoft Windows. Foi o único título da série a ser lançado no console original Xbox. Possui 231 carros e várias pistas de corrida do mundo real e fictícias. Também apresentava multijogador online via Xbox Live. O Honda NSX e um ajustado Nissan 350Z são os veículos de cobertura.

#### Forza Motorsport 2(2007)
Forza Motorsport 2 é a primeira sequência de Forza Motorsport e o primeiro título da série no Xbox 360. O Microsoft Xbox 360 Wireless Racing Wheel foi desenvolvido juntamente com o Forza Motorsport 2 e é projetado para funcionar com o jogo.

#### Forza Motorsport 3(2009)
Forza Motorsport 3 inclui mais de 466 carros personalizáveis (mais de 600 carros na Ultimate Collection versão ) e mais de 100 variações de pista de corrida com a capacidade de correr até oito carros na pista ao mesmo tempo. Pela primeira vez, o recurso de retrocesso (muito parecido com o recurso da Codemasters "flashback" no Race Driver: Grid, F1 2009 e DiRT 2), que permite ao jogador voltar no tempo para corrigir erros anteriores cometidos na pista. É também o primeiro jogo da franquia a apresentar uma câmera de cockpit e veículos utilitários esportivos.

#### Forza Motorsport 4(2011)
Para Forza Motorsport 4, a Turn 10 Studios fez parceria com a Top Gear da BBC para fazer Jeremy Clarkson, entre outros anfitriões da Top Gear, fazer vozes para descrições e títulos de corrida. O jogo também é o primeiro da franquia a utilizar o sensor Kinect. Os jogadores podem utilizar o sensor para virar a cabeça para qualquer um dos lados, e o jogo segue dinamicamente em um movimento semelhante, virando a câmera do jogo para o lado. É o último Forza Motorsport lançado para Xbox 360.

#### Forza Motorsport 5(2013)
Forza Motorsport 5 foi um título de lançamento do Xbox One, o quinto da Motorsport série e o sexto jogo da Forza série. O jogo expandiu a parceria com a Top Gear, com Richard Hammond e James May fornecendo comentários ao lado de Clarkson.

#### Forza Motorsport 6(2015)
Como parte de um acordo de desenvolvimento com a Ford Motor Company, a Turn 10 Studios teve acesso direto à equipe de design do supercarro Ford GT, que é o veículo de capa do jogo. Forza Motorsport 6 foi lançado em 15 de setembro de 2015, para o Xbox One. Uma versão gratuita para Windows 10 do jogo, conhecida como Forza Motorsport 6: Apex, foi lançada como uma versão beta em 5 de maio de 2016. Em 6 de setembro de 2016, foi removida da versão beta e se tornou uma adição completa a franquia.

#### Forza Motorsport 7(2017)
Forza Motorsport 7 foi desenvolvido para Windows 10 e Xbox One. O jogo foi lançado em 3 de outubro de 2017. Este jogo inclui muitas pistas, incluindo o retorno de Maple Valley Raceway, a última pista fictícia incluída no Forza Motorsport 4. O Forza Motorsport 7 tem o maior conjunto de veículos jogáveis de qualquer Forza jogo do até agora, com 830 carros. 700 carros estão incluídos no jogo básico, enquanto 130 foram adicionados posteriormente como conteúdo para download.

#### Forza Motorsport (2023)
O oitavo Forza Motorsport, que oficialmente não tem número em seu título, foi anunciado durante o Xbox Games Showcase da Microsoft em 23 de julho de 2020.

### SérieHorizon(2012-presente)

#### Forza Horizon(2012)
Forza Horizon foi desenvolvido para o Xbox 360 e é o primeiro jogo de mundo aberto da série. É baseado em um festival fictício chamado Horizon Festival, ambientado no estado americano do Colorado. O jogo incorpora muitos aspectos de jogabilidade diferentes de anteriores do Forza Motorsport títulos, como a grande variedade de carros, física realista e gráficos de alta definição. O objetivo é progredir no jogo por meio da obtenção de "pulseiras", dirigindo rápido, destruindo propriedades, vencendo corridas e outras travessuras de direção. Também é possível obter carros vencendo corridas com pilotos aleatórios na rua, vencendo corridas competitivas maiores e encontrando celeiros que contêm carros de tesouro que de outra forma não poderiam ser comprados por meio do 'Auto-show' do jogo ou por meio de corrida. Este jogo é compatível com o Xbox One através da compatibilidade com versões anteriores. 

#### Forza Horizon 2(2014)
Forza Horizon 2 foi desenvolvido para Xbox 360 e Xbox One. O jogo se passa no sul da França e no norte da Itália. A versão para Xbox One foi desenvolvida pelo desenvolvedor da Horizon, Playground Games, com assistência da Turn 10 Studios. A versão Xbox 360 foi desenvolvida pela Sumo Digital. A versão para Xbox One introduziu um sistema de clima dinâmico para a série. Uma expansão, Forza Horizon 2: Storm Island, foi lançada em 16 de dezembro de 2014, com o Ford Ranger T6 Rally Raid como veículo de cobertura. Uma expansão autônoma promocional cruzada chamada Forza Horizon 2 Presents Fast & Furious foi lançada em março de 2015 para o Xbox 360 e Xbox One. É o último Forza jogo para Xbox 360

#### Forza Horizon 3(2016)
Forza Horizon 3 foi desenvolvido para Windows 10 e Xbox One. O jogo se passa na Austrália e tem o jogador representado no jogo como o anfitrião do Horizon Festival em si. O jogo foi lançado em 27 de setembro de 2016 (23 de setembro para proprietários de Ultimate Edition). O jogo foi lançado com mais de 350 carros e é o primeiro jogo da série a ser lançado no Microsoft Windows e no Xbox One.

#### Forza Horizon 4(2018)
Forza Horizon 4 foi desenvolvido para Xbox One e Windows 10. O jogo se passa na Grã-Bretanha e apresenta um jogo dinâmico e temporadas que mudam todas as quintas-feiras no mundo real. Foi lançado em 2 de outubro de 2018 (28 de setembro para jogadores da Ultimate Edition). O McLaren Senna e o Land Rover Defender são os carros da capa. Em agosto de 2019, o jogo ultrapassou 12 milhões de jogadores. Forza Horizon 4 está atualmente disponível para download através do serviço Xbox Game Pass.

#### Forza Horizon 5(2021)
Forza Horizon 5 foi desenvolvido para o Xbox One, Xbox Series X / S e Windows 10, e se passa no México. Foi lançado em 9 de novembro de 2021; Os proprietários da Premium Edition receberam acesso antecipado em 5 de novembro de 2021. O Mercedes-AMG One e dois Ford Bronco, um sendo cinza e o outro amarelo, são os carros de cobertura. Isso também faz do Forza Horizon 5 o primeiro Forza jogo do a apresentar três carros de cobertura.

## Recepção
| Jogo               | GameRankings | Metacritic |
| ------------------ | ------------ | ---------- |
| Forza Motorsport   | 93.05%       | 92/100     |
| Forza Motorsport 2 | 89.98%       | 90/100     |
| Forza Motorsport 3 | 92.26%       | 92/100     |
| Forza Motorsport 4 | 90.66%       | 91/100     |
| Forza Horizon      | 86.19%       | 85/100     |
| Forza Motorsport 5 | 79.49%       | 79/100     |
| Forza Horizon 2    | 87.47%       | 86/100     |
| Forza Motorsport 6 | 89.40%       | 88/100     |
| Forza Horizon 3    | 92.14%       | 91/100     |

A Forza franquia recebeu grande aclamação da crítica; com exceção do Forza Motorsport 5, todos os títulos principais das Forza Motorsport e Forza Horizon séries receberam uma pontuação de avaliação agregada de pelo menos 85 de 100 no Metacritic, com Forza Motorsport, Forza Motorsport 3, A versão Xbox One de Forza Horizon 4, e a versão Xbox Series X / S de Forza Horizon 5 todas compartilhando as pontuações mais bem cotadas da série em 92. Desde Horizon 3, a Forza Horizon série tem sido um vencedor constante de Melhor Jogo de Esportes/Corrida no The Game Awards.